# Voetbalbond van Trinidad en Tobago
De Trinidad and Tobago Football Federation (afgekort TTFF) is de Trinidiaanse tak van de FIFA. De TTFF werd opgericht in 1908 en erkend door de FIFA in 1964. Hun hoofdkantoor staat in Port of Spain. De president is Oliver Camps. De TTFF organiseert onder andere de TT Pro League, de professionele competitie in Trinidad en Tobago.
De TTFF is ook verantwoordelijk voor het voetbalelftal van Trinidad en Tobago.
TTFF · A-internationals · Bondscoaches · Selecties · Statistieken · Olympisch elftal · Vrouwenelftal van Trinidad en Tobago · Trinidad U21 · Trinidad U19 · Trinidad U17
Gold Cup 1991 · 
Gold Cup 1993 · 
Gold Cup 1996 · 
Gold Cup 1998 · 
Gold Cup 2000 · 
Gold Cup 2002 · 
Gold Cup 2005 · 
Gold Cup 2007 · 
Gold Cup 2009 · 
Gold Cup 2011 · 
Gold Cup 2013
WK 2006
1934 · 
1935 · 
1936 · 
1937 · 
1938 · 
1939 · 
1940 · 
1941 · 
1942 · 
1943 · 
1944 · 
1945 · 
1946 · 
1947 · 
1948 · 
1949 · 
1950 · 
1951 · 
1952 · 
1953 · 
1954 · 
1955 · 
1956 · 
1957 · 
1958 · 
1959 · 
1960 · 
1961 · 
1962 · 
1963 · 
1964 · 
1965 · 
1966 · 
1967 · 
1968 · 
1969 · 
1970 · 
1971 · 
1972 · 
1973 · 
1974 · 
1975 · 
1976 · 
1977 · 
1978 · 
1979 · 
1980 · 
1981 · 
1982 · 
1983 · 
1984 · 
1985 · 
1986 · 
1987 · 
1988 · 
1989 · 
1990 · 
1991 · 
1992 · 
1993 · 
1994 · 
1995 · 
1996 · 
1997 · 
1998 · 
1999 · 
2000 · 
2001 · 
2002 · 
2003 · 
2004 · 
2005 · 
2006 · 
2007 · 
2008 · 
2009 · 
2010 · 
2011 · 
2012 · 
2013 · 
2014 ·
2015 ·
2016 ·
2017 ·
2018 ·
2019 ·
2020 ·
2021 ·
2022
Anguilla · 
Antigua en Barbuda ·
Argentinië ·
Azerbeidzjan · 
Bahama's ·
Bahrein · 
Barbados · 
Belize · 
Bermuda · 
Bolivia ·
Botswana · 
Britse Maagdeneilanden · 
Canada · 
Chili · 
China · 
Colombia · 
Costa Rica · 
Cuba · 
Curaçao · 
Dominicaanse Republiek ·
Ecuador ·
Egypte ·
El Salvador ·
Engeland ·
Estland ·
Finland ·
Grenada ·
Guatemala ·
Guyana ·
Haïti ·
Honduras ·
Ierland ·
IJsland ·
India ·
Irak ·
Iran ·
Jamaica ·
Japan ·
Jordanië ·
Kaaimaneilanden · 
Kenia · 
Koeweit ·
Marokko ·
Mexico ·
Montserrat ·
Nederlandse Antillen ·
Nicaragua ·
Nieuw-Zeeland ·
Noord-Ierland ·
Noorwegen · 
Oostenrijk · 
Panama ·
Paraguay ·
Peru ·
Puerto Rico ·
Roemenië ·
Saint Kitts en Nevis ·
Saint Lucia ·
Saint Vincent en de Grenadines ·
Saoedi-Arabië · 
Schotland ·
Slovenië ·
Suriname ·
Tadzjikistan ·
Taiwan ·
Thailand ·
Tsjechië · 
Uruguay · 
Venezuela · 
Verenigde Arabische Emiraten ·
Verenigde Staten ·
Wales · 
Zuid-Afrika ·
Zuid-Korea ·
Zweden
Engeland (2006) · 
Paraguay (2006) · 
Zweden (2006)